# 3227 Hasegawa
3227 Hasegawa (1928 DF) là một tiểu hành tinh vành đai chính được phát hiện ngày 24 tháng 2 năm 1928 bởi Reinmuth, K. ở Heidelberg.